# Administrative Zone 2
Administrative Zone 2 är en zon i Etiopien.   Den ligger i regionen Afar, i den norra delen av landet, 500 km norr om huvudstaden Addis Abeba. Antalet invånare är 48 084.